# Bilaguli, Arkalgud
Bilaguli là một làng thuộc tehsil Arkalgud, huyện Hassan, bang Karnataka, Ấn Độ.